# Trehörna kyrka
Trehörna kyrka ligger i Trehörna socken i Ödeshögs kommun och tillhör Ödeshögs församling i Linköpings stift.

## Historia
Kyrkan uppfördes 1861 och ersatte en 1600-talskyrka på samma plats. Den äldre kyrkan var den första i Trehörna då socknen bildades 1652.

### Trehörna gamla kyrka
År 1643 söktes tillstånd att bygga en kyrka i Trehörna och ansökan godkändes i december samma år. Ansökan bekräftades först år 1652. 1695 byggdes ett torn med en spira till kyrkan som var 45 alnar hög. Spiran var 2 alnar hög.
Den första kyrkan uppfördes i trä, med utvändig spånbeklädnad, samt ett torn på västra delen av långhuset. Invändigt var det målningar av lövverk och tapeter på väggarna samt åtskilliga änglabilder med tillsatta bibelspråk. 1796 gjordes en genomgripande reparation. Då upphöggs plats för och insattes fönster över hela kyrkan, till mer än dubbel storlek samt två runda på läktaren och ett på norra sidan av sakristian.

#### Renoveringen 1796
Trehörna kyrka reparerades 1796. I sakristian satte man in nya fönster. Predikstolen flyttades från södra till norra sidan och sattes upp där med nytt timglas. Tavlorna, målades, förgylldes och sattes upp på väggarna. Den gamla altartavlan togs bort. Bilder på altartavlan förgylldes samt målades. Två av bilderna sattes upp på altaret, ett stort krucifix i korfönstret, ett mindre krucifix på predikstolen och ett mindre krucifix bredvid predikstolen. En ny förgylld duva hängdes i koret och en duva sattes på knoppen över vapenhuset. En sol fästes på predikstolsväggen med ett A, samt ett öppet öga. Halva läktaren inreddes för kvinnor. Nya kyrkportar tillverkades.

#### Renoveringar från 1801
Sommaren 1801 fick kyrkan nytt golv (inte läktaren och koret) och bänkstolar. Arbetet utfördes av två snickare från Stora Åby socken. År 1802 sattes rännor upp runt omkring kyrkan. Runt midsommartiden 1803 målades bänkarna i kyrkan. Samma år så tillverkade två stolar till koret vid altaret.

#### Klockstapeln
Klockstapeln vid Trehörna kyrka började byggas 5 maj 1656 av kyrkobyggaren Pehr på Alboryd i Stora Åby socken. Den 20 juni 1659 spånande kyrkobyggaren klockstapeln. Den 5 januari 1718 hängdes en ny klocka i klockstapeln som var gjuten i Norrköping.

### Trehörna nya kyrka
1858 väckte kyrkoherde Samuel Clemens Siegbahn förslag om att kyrkan skulle tillbyggas med 14 alnar i östra änden. 1860 väjs en kommitté som på ordinarie höstsockenstämma troligen framför förslag om nybyggnad av kyrka. Inget beslut tycks ha fattats Efter många sockenstämmor så har man enats om att göra tillbyggnad och reparation. Den 1 mars 1861 vid entreprenadauktion antogs anbudet från soldaten(sockenbyggmästaren) Carl Johan Fröjd på 400 Rdr Rmt, samt 2 Rdr Rmt om dagen om han gör mer än kontraktet innehåller, vilket av församlingen godkändes. Men sockenmännen fick inte lugn och ro så länge, för i extra sockenstämmoprotokollet den 16 juni 1861, står följande: " Efter påbörjad rivning av koret och sacerstigan under veckan befunnes kyrkans väggar så buktiga och förfallna att Byggmästaren ansåg det omöjligt med reparation. Beslutades att bygga ny kyrka som uppdrogs åt Carl Johan Fröjd för 1000 Rdr Rmt samt 400 karledagsverken ur församlingen". Den nya kyrkan togs i bruk till jul 1861, men någon riktig invigning förekom inte, troligen på grund av att man förbisett att söka tillstånd att få uppföra en ny kyrkobyggnad. 

#### Renovering
Åren 1961–1962 renoverades kyrkan av ingenjör Erik Persson på Johannes Dahls arkitektfirma i Tranås. Under renovering byggdes en ny trappa i vapenhuset, byggde om altaret och gjorde altarringen kortare. Under arbetets gång hittade man 12 kistor från 1700-talet under kyrkans golv. Man fann även målningen på de äldre timmerstommarna, som troligen var målade 1734 av Daniel Hjulström.

## Inventarier
Av inventarierna som finns kvar från den gamla kyrkan kan nämnas predikstolen, dörrarna till altarskåpet som nu hänger på långhusets norra vägg samt ljusstakar och tavlor som är placerade i sakristian. Tre kyrkklockor finns, två är från den gamla kyrkan, där de var placerade i klockstapeln som revs 1862, och då flyttades klockorna in i det nya kyrktornet. Den minsta klockan är uppställd i vapenhuset.
- Altartavlan med motiv av #Kristus som nedtages från korset är målad av J. Johanzon.[1] Den är en kopia av ett verk av Peter Paul Rubens.[5]
- Storklockan skänktes av Arvid Ribbing och Anna Margareta Sperling.[1]
- Lillklockan göts 1740. Skänktes av Kaspar Fredrik von Gröninger och Metta Kristina Roxendorff.[1]
- Altarskåp från Vadstena klosterkyrka som skänktes till Trehörna kyrka av drottning Hedvig Eleonora. Altarskåpet togs sönder 1796.[1]
- Dopfunt i trä som tillverkades 1961.[5]
- Predikstol från 1701 tillverkad av bildhuggaren Lars Kindberg, Vadstena.[6] Den förändrades i samband med flytten till den nya kyrkan 1862.[5]

## Orgel
- 1864 byggdes en orgel av Peter Eric Jonsson i Källstads socken med 8 stämmor.[7]
- 1939 byggdes en ny orgel av Olof Hammarberg. Den är pneumatisk och har automatisk pedalväxling. Fasaden är från 1864 års orgel.[7]

| Huvudverk I      | Svällverk II   | Pedal      | Koppel   |
| Principal 8’     | Kvintadena 8’  | Subbas 16’ | I/P      |
| Gedackt 8’       | Salicional 8’  |            | II/P     |
| Oktava 4’        | Blockflöjt 4’  |            | II/I     |
| Rauschkvint 2 ch | Waldflöjt 2’   |            | II 16'/I |
|                  | Larigot 1 1⁄3' |            | II 4'/I  |
|                  |                |            | II 4'/P  |

## Bildgalleri

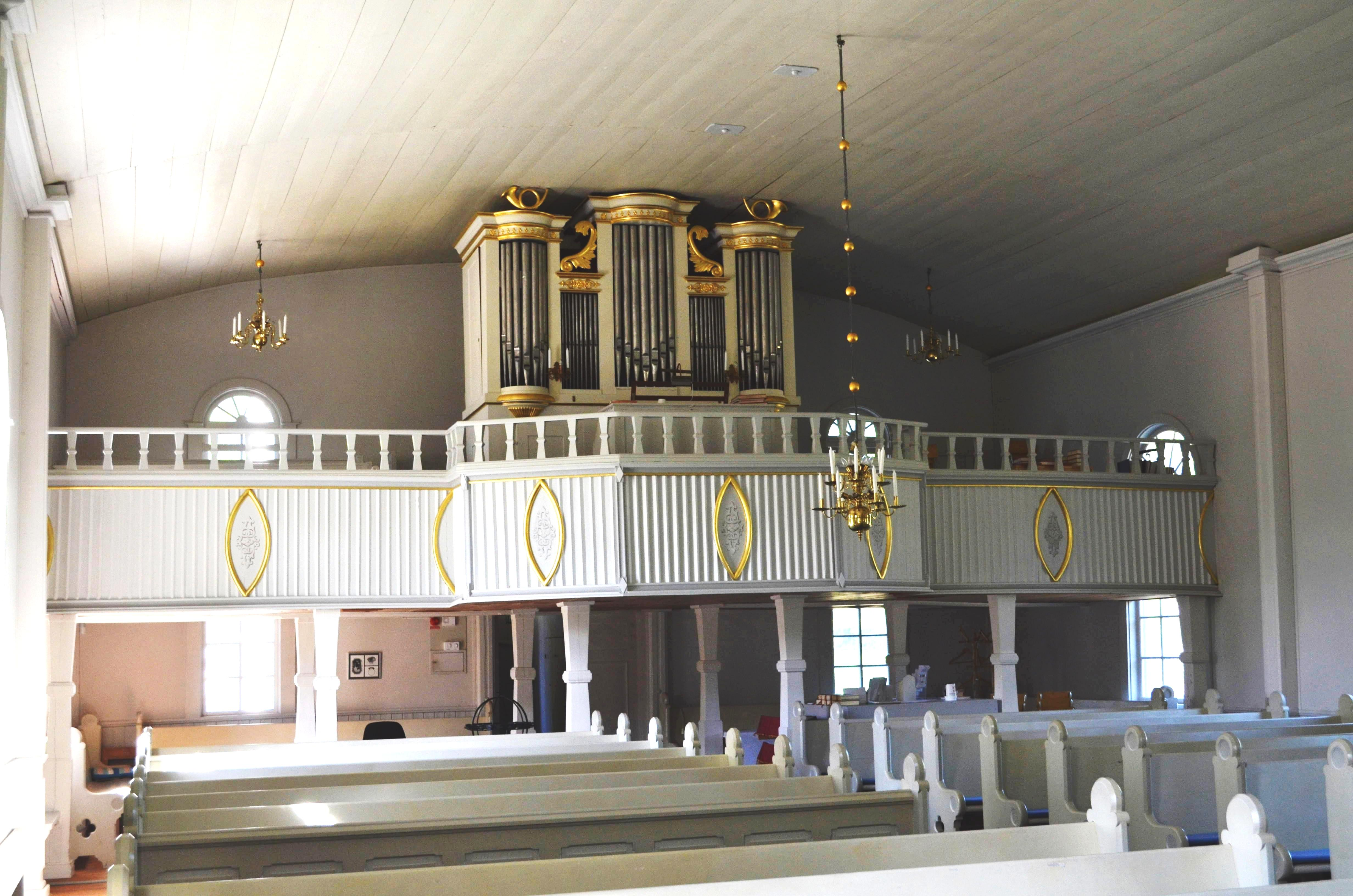
Trehörna kyrkas orgelläktare
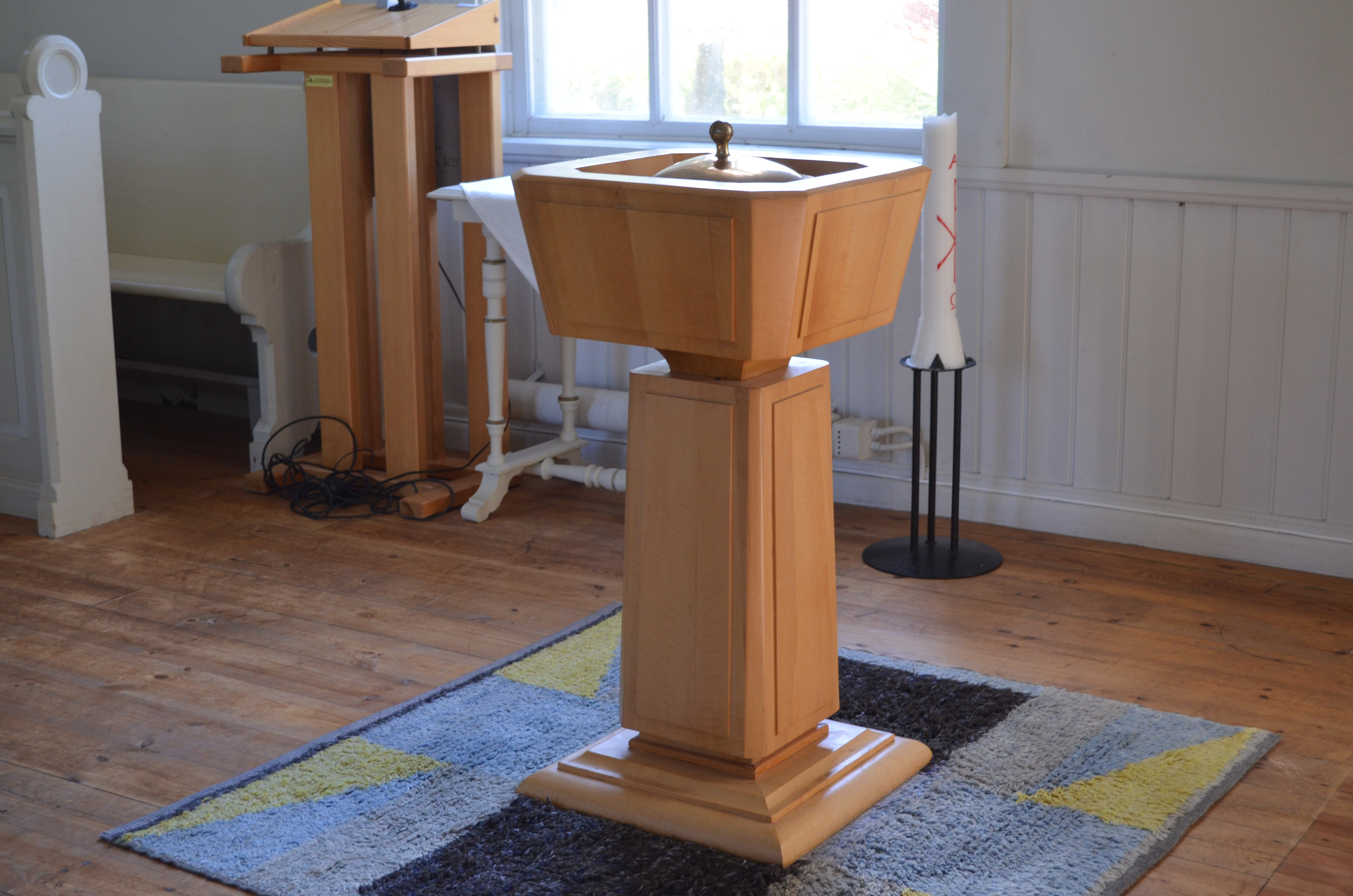
Trehörna kyrkas dopfunt
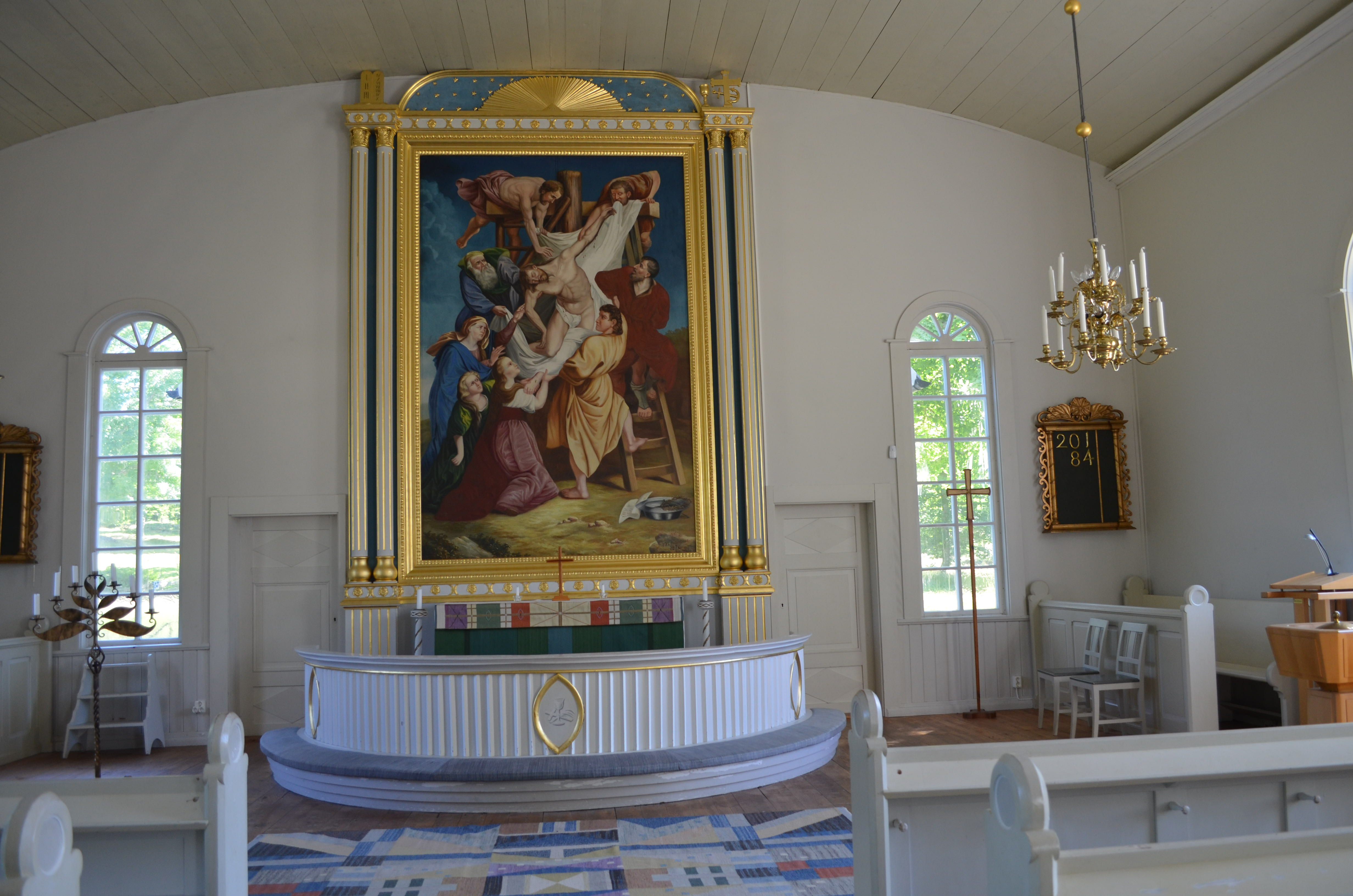
Trehörna kyrkas altare
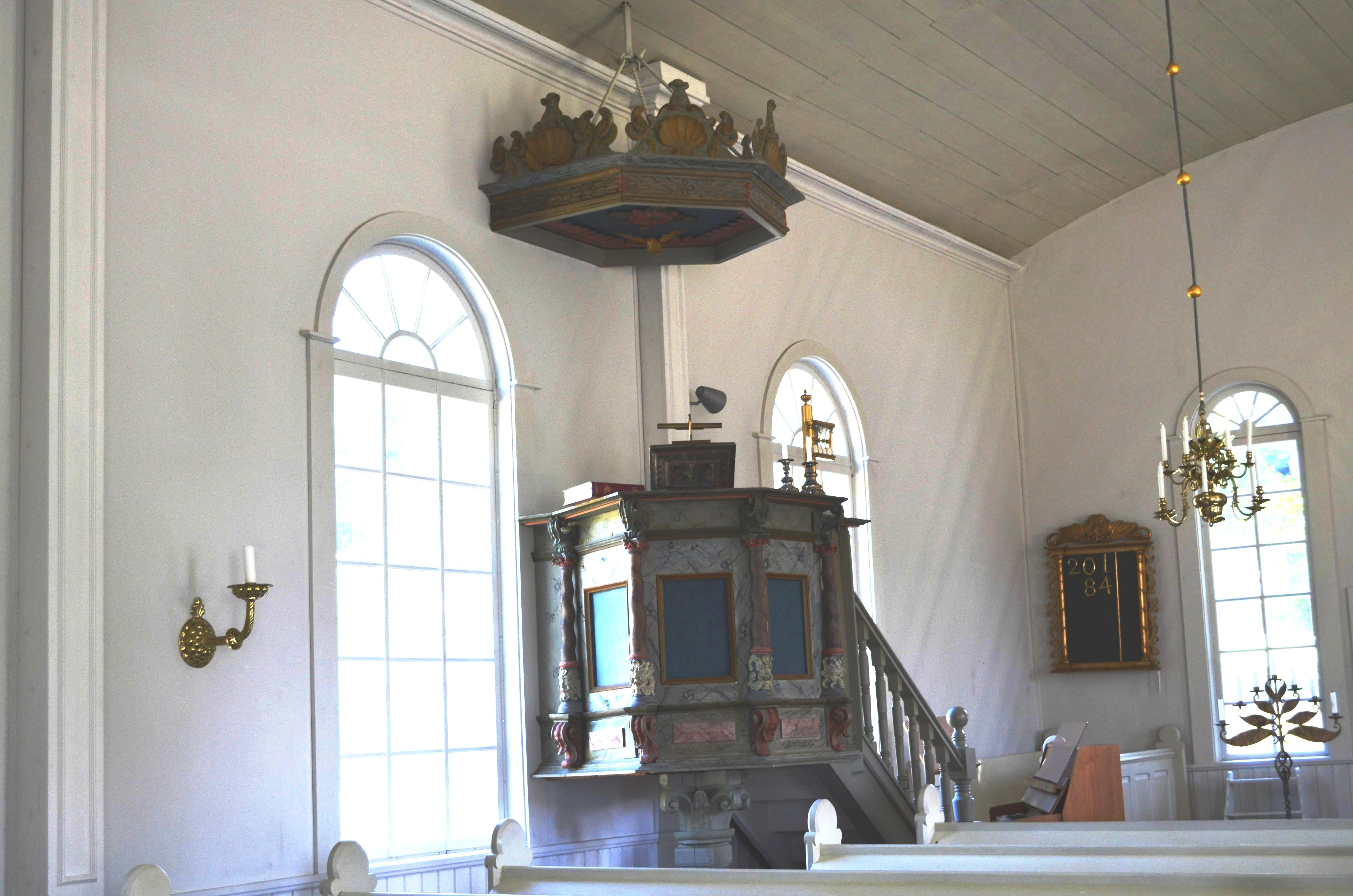
Trehörna kyrkas predikstol
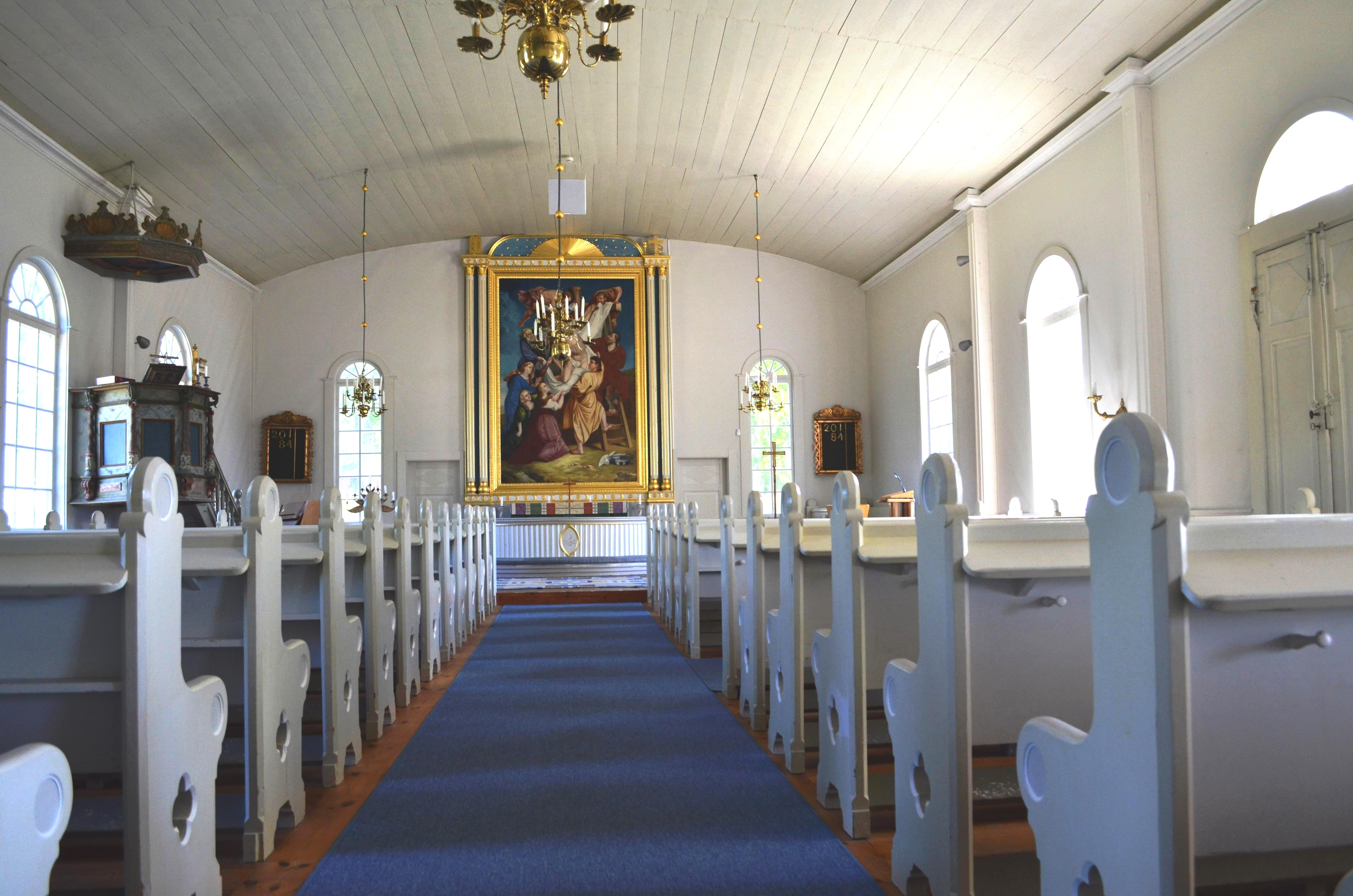
Trehörna kyrkas kyrksal